# Světový pohár v ledolezení 2017
Světový pohár v ledolezení 2017 se uskutečnil na přelomu let 2016 a 2017 v pěti zemích v Severní Americe, Asii a Evropě. Zahájen byl 16. prosince v americkém Durangu prvním závodem světového poháru pouze v ledolezení na obtížnost, další čtyři kola světového poháru proběhla také v ledolezení na rychlost, vše pod patronací Mezinárodní horolezecké federace (UIAA).
Mistrovství světa v ledolezení se konalo 4.-5. února 2017 ve francouzské Champagny tentokrát mimo seriál světového poháru, mistrovství světa juniorů v ledolezení pak na stejném místě o týden později 10.-11. února.

## Přehledy závodů

### Kalendář
| Kalendář závodů SP 2017 | Kalendář závodů SP 2017 | Kalendář závodů SP 2017 | Kalendář závodů SP 2017            | Kalendář závodů SP 2017 | Kalendář závodů SP 2017 | Kalendář závodů SP 2017 | Kalendář závodů SP 2017 |
| Datum                   | Místo                   | Země                    | Web                                | Počet závodníků         | Počet závodníků         | Počet zemí              | Počet zemí              |
| Datum                   | Místo                   | Země                    | Web                                | obtížnost               | rychlost                | obtížnost               | rychlost                |
| ----------------------- | ----------------------- | ----------------------- | ---------------------------------- | ----------------------- | ----------------------- | ----------------------- | ----------------------- |
| 16.-17. prosince        | Durango                 | USA                     |                                    | —                       | +                       | —                       | +                       |
| 7.-9. ledna             | Peking                  | Čína                    |                                    | +                       | +                       | +                       | +                       |
| 14.-15. ledna           | Čchongsong              | Jižní Korea             | Korean Alpine Federation           | +                       | +                       | +                       | +                       |
| 20.-21. ledna           | Saas-Fee                | Švýcarsko               | Iceclimbingworldcup.ch Saas-fee.ch | +                       | +                       | +                       | +                       |
| 28.-29. ledna           | Rabenstein              | Itálie                  | Eisklettern.it                     | +                       | +                       | +                       | +                       |
| Celkem                  | 5                       | 5                       | theuiaa.org/ice-climbing           | 63+51                   | 54+30                   | +                       | +                       |

### Antidopingová kontrola
Ruský reprezentant a také vítěz mistrovství světa 2017 v ledolezení na rychlost (z února 2018) Pavel Batušev byl zpětně diskvalifikován na základě pozitivního testu moči na Meldonium během posledního závodu světového poháru v ledolezení 2017, který se konal 28. ledna 2017 v italském Rabensteinu. Od tohoto data mu byly zrušeny výsledky na závodech v ledolezení a závodů se nesmí účastnit v období od 29. března 2017 do 28. března 2021. 

### Výsledky mužů - obtížnost
| Výsledky SP v ledolezení na obtížnost 2017 - muži | Výsledky SP v ledolezení na obtížnost 2017 - muži | Výsledky SP v ledolezení na obtížnost 2017 - muži | Výsledky SP v ledolezení na obtížnost 2017 - muži | Výsledky SP v ledolezení na obtížnost 2017 - muži | Výsledky SP v ledolezení na obtížnost 2017 - muži | Výsledky SP v ledolezení na obtížnost 2017 - muži | Výsledky SP v ledolezení na obtížnost 2017 - muži | Výsledky SP v ledolezení na obtížnost 2017 - muži |
| Pořadí                                            | Jméno                                             | Země                                              | Body                                              | Durango                                           | Peking                                            | Čchongsong                                        | Saas-Fee                                          | Rabenstein                                        |
| ------------------------------------------------- | ------------------------------------------------- | ------------------------------------------------- | ------------------------------------------------- | ------------------------------------------------- | ------------------------------------------------- | ------------------------------------------------- | ------------------------------------------------- | ------------------------------------------------- |
| 1.                                                | Pak Hi-jong                                       | Jižní Korea                                       | 427                                               | 6. 47                                             | 2. 80                                             | 1. 100                                            | 1. 100                                            | 1. 100                                            |
| 2.                                                | Nikolaj Kuzovlev                                  | Rusko                                             | 331                                               | 2. 80                                             | 1. 100                                            | 11. 31                                            | 4. 55                                             | 3. 65                                             |
| 3.                                                | Maxim Tomilov                                     | Rusko                                             | 303                                               | 3. 65                                             | 12. 28                                            | 3. 65                                             | 3. 65                                             | 2. 80                                             |
|                                                   |                                                   |                                                   |                                                   |                                                   |                                                   |                                                   |                                                   |                                                   |
| 4.                                                | Alexej Děngin                                     | Rusko                                             | 270                                               | 1. 100                                            | 7. 43                                             | 9. 37                                             | 7. 43                                             | 6. 47                                             |
| 5.                                                | Alexej Tomilov                                    | Rusko                                             | 256                                               | 5. 51                                             | 10. 34                                            | 8. 40                                             | 2. 80                                             | 5. 51                                             |
| 6.                                                | Yannick Glatthard                                 | Švýcarsko                                         | 249                                               | 9. 37                                             | 3. 65                                             | 2. 80                                             | 14. 24                                            | 7. 43                                             |
| 7.                                                | Janez Svoljšak                                    | Slovinsko                                         | 226                                               | 8. 40                                             | 5. 51                                             | 6. 47                                             | 5. 51                                             | 9. 37                                             |
| 8.                                                | Radomir Proščenko                                 | Rusko                                             | 169                                               |                                                   | 14. 24                                            | 7. 43                                             | 6. 47                                             | 4. 55                                             |
| 9.                                                | Noah Beek                                         | Kanada                                            | 166                                               | 7. 43                                             | 4. 55                                             | 18. 16                                            | 12. 28                                            | 14. 24                                            |
| 10.                                               | Valentyn Sypavin                                  | Ukrajina                                          | 145                                               | 4. 55                                             | 17. 18                                            | 5. 51                                             | 28. 3                                             | 17. 18                                            |
| 10.                                               | YoungHye Kwon                                     | Jižní Korea                                       | 145                                               | 11. 31                                            |                                                   | 10. 34                                            | 8. 40                                             | 8. 40                                             |
|                                                   |                                                   |                                                   |                                                   |                                                   |                                                   |                                                   |                                                   |                                                   |
| —                                                 | —                                                 | Česko                                             | —                                                 | —                                                 | —                                                 | —                                                 | —                                                 | —                                                 |
| počet finalistů                                   | počet finalistů                                   | počet finalistů                                   | počet finalistů                                   | 8                                                 | 8                                                 | 8                                                 | 7                                                 | 8                                                 |
| počet semifinalistů                               | počet semifinalistů                               | počet semifinalistů                               | počet semifinalistů                               | 18                                                | 18                                                | 18                                                | 19                                                | 18                                                |
| bodovaných závodníků                              | bodovaných závodníků                              | bodovaných závodníků                              | 63                                                | 27                                                | 42                                                | 45                                                | 60                                                | 58                                                |
| celkový počet závodníků                           | celkový počet závodníků                           | celkový počet závodníků                           | x                                                 | 27                                                | 30                                                | 30                                                | 30                                                | 31                                                |

### Výsledky mužů - rychlost
| Výsledky SP v ledolezení na rychlost 2017 - muži | Výsledky SP v ledolezení na rychlost 2017 - muži | Výsledky SP v ledolezení na rychlost 2017 - muži | Výsledky SP v ledolezení na rychlost 2017 - muži | Výsledky SP v ledolezení na rychlost 2017 - muži | Výsledky SP v ledolezení na rychlost 2017 - muži | Výsledky SP v ledolezení na rychlost 2017 - muži | Výsledky SP v ledolezení na rychlost 2017 - muži |
| Pořadí                                           | Jméno                                            | Země                                             | Body                                             | Peking                                           | Čchongsong                                       | Saas-Fee                                         | Rabenstein                                       |
| ------------------------------------------------ | ------------------------------------------------ | ------------------------------------------------ | ------------------------------------------------ | ------------------------------------------------ | ------------------------------------------------ | ------------------------------------------------ | ------------------------------------------------ |
| 1.                                               | Vladimir Kartašev                                | Rusko                                            | 340                                              | 2. 80                                            | 2. 80                                            | 1. 100                                           | 2. 80                                            |
| 2.                                               | Radomir Proščenko                                | Rusko                                            | 239                                              | 1. 100                                           | 9. 37                                            | 4. 55                                            | 6. 47                                            |
| 3.                                               | Leonid Malych                                    | Rusko                                            | 225                                              | 7. 43                                            | 6. 47                                            | 2. 80                                            | 4. 55                                            |
|                                                  |                                                  |                                                  |                                                  |                                                  |                                                  |                                                  |                                                  |
| 2. 4.*                                           | Pavel Batušev                                    | Rusko                                            | 316 216                                          | 5. 51                                            | 1. 100                                           | 3. 65                                            | 1. 100                                           |
| 5.                                               | Kirill Kolčegošev                                | Rusko                                            | 207                                              | 8. 40                                            | 3. 65                                            | 5. 51                                            | 5. 51                                            |
| 6.                                               | Jegor Trapeznikov                                | Rusko                                            | 168                                              | 6. 47                                            | 8. 40                                            | 18. 16                                           | 3. 65                                            |
| 7.                                               | Vladislav Iurlov                                 | Rusko                                            | 157                                              | 12. 28                                           | 4. 55                                            | 10. 34                                           | 8. 40                                            |
| 8.                                               | Nikolaj Kuzovlev                                 | Rusko                                            | 153                                              | 4. 55                                            | 5. 51                                            | 6. 47                                            | —                                                |
| 9.                                               | Alexej Tomilov                                   | Rusko                                            | 140                                              | 9. 37                                            | 10. 34                                           | 7. 43                                            | 13. 26                                           |
| 10.                                              | Vladislav Golub                                  | Rusko                                            | 108                                              | —                                                | 11. 31                                           | 8. 40                                            | 9. 37                                            |
|                                                  |                                                  |                                                  |                                                  |                                                  |                                                  |                                                  |                                                  |
| 26.-27.                                          | Milan Dvořáček                                   | Česko                                            | 26                                               | —                                                | —                                                | 13. 26                                           | —                                                |
| počet finalistů                                  |                                                  |                                                  |                                                  |                                                  |                                                  |                                                  |                                                  |
| počet semifinalistů                              |                                                  |                                                  |                                                  |                                                  |                                                  |                                                  |                                                  |
| bodovaných závodníků                             | bodovaných závodníků                             | bodovaných závodníků                             | 54                                               |                                                  |                                                  |                                                  |                                                  |
| celkový počet závodníků                          | celkový počet závodníků                          | celkový počet závodníků                          | -                                                |                                                  |                                                  |                                                  |                                                  |

- Pavel Batušev byl z posledního závodu zpětně diskvalifikovaný pro doping

### Výsledky žen - obtížnost
| Výsledky SP v ledolezení na obtížnost 2017 - ženy | Výsledky SP v ledolezení na obtížnost 2017 - ženy | Výsledky SP v ledolezení na obtížnost 2017 - ženy | Výsledky SP v ledolezení na obtížnost 2017 - ženy | Výsledky SP v ledolezení na obtížnost 2017 - ženy | Výsledky SP v ledolezení na obtížnost 2017 - ženy | Výsledky SP v ledolezení na obtížnost 2017 - ženy | Výsledky SP v ledolezení na obtížnost 2017 - ženy | Výsledky SP v ledolezení na obtížnost 2017 - ženy |
| Pořadí                                            | Jméno                                             | Země                                              | Body                                              | Durango                                           | Peking                                            | Čchongsong                                        | Saas-Fee                                          | Rabenstein                                        |
| ------------------------------------------------- | ------------------------------------------------- | ------------------------------------------------- | ------------------------------------------------- | ------------------------------------------------- | ------------------------------------------------- | ------------------------------------------------- | ------------------------------------------------- | ------------------------------------------------- |
| 1.                                                | Song Han Na Le                                    | Jižní Korea                                       | 412                                               | 6. 47                                             | 3. 65                                             | 1. 100                                            | 1. 100                                            | 1. 100                                            |
| 2.                                                | Angelika Rainer                                   | Itálie                                            | 297                                               | 2. 80                                             | 7. 43                                             | 6. 47                                             | 2. 80                                             | 6. 47                                             |
| 3.                                                | Marija Tolokoninová                               | Rusko                                             | 287                                               | 8. 40                                             | 1. 100                                            | 20. 12                                            | 4. 55                                             | 2. 80                                             |
|                                                   |                                                   |                                                   |                                                   |                                                   |                                                   |                                                   |                                                   |                                                   |
| 4.                                                | Sin Un-son                                        | Rusko                                             | 273                                               | 1. 100                                            | 2. 80                                             | 16. 20                                            | 23. 8                                             | 3. 65                                             |
| 5.                                                | Eimir Mc Swiggan                                  | Irsko                                             | 244                                               | 3. 65                                             | 6. 47                                             | 2. 80                                             | 22. 9                                             | 7. 43                                             |
| 6.                                                | Mariia Edler                                      | Rusko                                             | 223                                               | 7. 43                                             | 5. 51                                             | 4. 55                                             | 10. 34                                            | 8. 40                                             |
| 7.                                                | Mariam Filippovová                                | Rusko                                             | 218                                               | 5. 51                                             | 11. 31                                            | 3. 65                                             | 16. 20                                            | 5. 51                                             |
| 8.                                                | Jekatěrina Vlasovová                              | Rusko                                             | 193                                               | 17. 18                                            | 4. 55                                             | 17. 18                                            | 6. 47                                             | 4. 55                                             |
| 8.                                                | Naděžda Galljamovová                              | Rusko                                             | 193                                               | 4. 55                                             | 15. 22                                            | 12. 28                                            | 5. 51                                             | 9. 37                                             |
| 10.                                               | Enni Bertling                                     | Finsko                                            | 146                                               | 11. 31                                            | 9. 37                                             | 8. 40                                             | 20. 12                                            | 13. 26                                            |
|                                                   |                                                   |                                                   |                                                   |                                                   |                                                   |                                                   |                                                   |                                                   |
| —                                                 | —                                                 | Česko                                             | —                                                 | —                                                 | —                                                 | —                                                 | —                                                 | —                                                 |
| počet finalistek                                  |                                                   |                                                   |                                                   |                                                   |                                                   |                                                   |                                                   |                                                   |
| počet semifinalistek                              |                                                   |                                                   |                                                   |                                                   |                                                   |                                                   |                                                   |                                                   |
| bodovaných závodnic                               | bodovaných závodnic                               | bodovaných závodnic                               | 51                                                |                                                   |                                                   |                                                   |                                                   |                                                   |
| celkový počet závodnic                            | celkový počet závodnic                            | celkový počet závodnic                            | -                                                 |                                                   |                                                   |                                                   |                                                   |                                                   |

### Výsledky žen - rychlost
| Výsledky SP v ledolezení na rychlost 2017 - ženy | Výsledky SP v ledolezení na rychlost 2017 - ženy | Výsledky SP v ledolezení na rychlost 2017 - ženy | Výsledky SP v ledolezení na rychlost 2017 - ženy | Výsledky SP v ledolezení na rychlost 2017 - ženy | Výsledky SP v ledolezení na rychlost 2017 - ženy | Výsledky SP v ledolezení na rychlost 2017 - ženy | Výsledky SP v ledolezení na rychlost 2017 - ženy |
| Pořadí                                           | Jméno                                            | Země                                             | Body                                             | Peking                                           | Čchongsong                                       | Saas-Fee                                         | Rabenstein                                       |
| ------------------------------------------------ | ------------------------------------------------ | ------------------------------------------------ | ------------------------------------------------ | ------------------------------------------------ | ------------------------------------------------ | ------------------------------------------------ | ------------------------------------------------ |
| 1.                                               | Marija Tolokoninová                              | Rusko                                            | 305                                              | 2. 80                                            | 3. 65                                            | 2. 80                                            | 2. 80                                            |
| 1.                                               | Jekatěrina Koščejevová                           | Rusko                                            | 305                                              | 1. 100                                           | 8. 40                                            | 1. 100                                           | 3. 65                                            |
| 3.                                               | Jekatěrina Feoktistovová                         | Rusko                                            | 282                                              | 4. 55                                            | 2. 80                                            | 6. 47                                            | 1. 100                                           |
|                                                  |                                                  |                                                  |                                                  |                                                  |                                                  |                                                  |                                                  |
| 4.                                               | Naděžda Galljamovová                             | Rusko                                            | 240                                              | 3. 65                                            | 4. 55                                            | 3. 65                                            | 4. 55                                            |
| 5.                                               | Mariam Filippovová                               | Rusko                                            | 200                                              | 5. 51                                            | 5. 51                                            | 5. 51                                            | 6. 47                                            |
| 6.                                               | Marion Thomas                                    | Francie                                          | 173                                              | 7. 43                                            | 6. 47                                            | 7. 43                                            | 8. 40                                            |
| 7.                                               | Kendra Stritch                                   | USA                                              | 158                                              | 6. 47                                            | 9. 37                                            | 8. 40                                            | 10. 34                                           |
| 8.                                               | Olga Kosek                                       | Polsko                                           | 122                                              | 8. 40                                            | 10. 34                                           | 13. 26                                           | 15. 22                                           |
| 9.                                               | Valerija Bogdanová                               | Rusko                                            | 106                                              | —                                                | —                                                | 4. 55                                            | 5. 51                                            |
| 10.                                              | Natalia Balyaeva                                 | Rusko                                            | 100                                              | —                                                | 1. 100                                           | —                                                | —                                                |
|                                                  |                                                  |                                                  |                                                  |                                                  |                                                  |                                                  |                                                  |
| 19.-21.                                          | Karolína Matušková                               | Česko                                            | 34                                               | —                                                | —                                                | 10. 34                                           | —                                                |
| počet finalistek                                 | počet finalistek                                 | počet finalistek                                 | počet finalistek                                 | 4                                                | 4                                                | —                                                | —                                                |
| počet semifinalistek                             | počet semifinalistek                             | počet semifinalistek                             | počet semifinalistek                             | 8                                                | 8                                                | 18                                               | 18                                               |
| bodovaných závodnic                              | bodovaných závodnic                              | bodovaných závodnic                              | 29                                               | 13                                               | 15                                               | 20                                               | 19                                               |
| celkový počet závodnic                           | celkový počet závodnic                           | celkový počet závodnic                           | 30                                               | 13                                               | 15                                               | 21                                               | 19                                               |